# Fang Wanyi
Fang Wanyi, född 1732, död 1779, var en kinesisk målare och diktare. 
Hon var medlem i en ämbetsfamilj och gifte sig 1752 med målaren Luo Pin. Paret arbetade som målare både separat och i par och färdigställde både egna och gemensamma verk, varav vissa ställdes ut i huvudstaden och blev berömda i deras livstid. Som person beundrades Fang Wanyi för sin klassiska bildning och sin hänsyn mot sin familj, vänner och lärare och beundrades både som målare och för sina dikter. Hennes mest berömda dikt var en sorgdikt över hennes svärmor.  